# Wojanów
Wojanów (do 1945 niem. Schildau) – wieś w Polsce położona w województwie dolnośląskim, w powiecie karkonoskim, w gminie Mysłakowice, na pograniczu Kotliny Jeleniogórskiej i Rudaw Janowickich w Sudetach Zachodnich.

## Podział administracyjny
W latach 1975–1998 miejscowość administracyjnie należała do województwa jeleniogórskiego.

## Nazwy
- 1281 – Schyldauwe
- 1286 – Schildow
- 1289 – Sildow
- 1361 – Scildau
- 1521 – Schilda
- 1668 – Schildaw
- 1726 – Schildau
- 1945 – Szydłów, Ostrzeszów
- 1946 – Sarbiewo, Wojanów

## Zabytki
Do wojewódzkiego rejestru zabytków wpisane są obiekty:
- kościół pw. Wniebowzięcia Najświętszej Maryi Panny, z XVIII w.
- zespół pałacowy i folwarczny, z XVII-XIX w.
  - pałac[5]
  - park w granicach ogrodzenia
  - budynki folwarczne, z drugiej i trzeciej ćwierci XIX wieku:
    - obora z częścią mieszkalną
    - oficyna mieszkalna
    - wozownia
    - obora
- zespół pałacowy, z XVII-XIX w. znany jako pałac w Bobrowie:
  - pałac, z XVII w., przebudowany w 1894 r.
  - budynki folwarczne, z końca XIX w.
  - park, z końca XIX w.

## Galeria

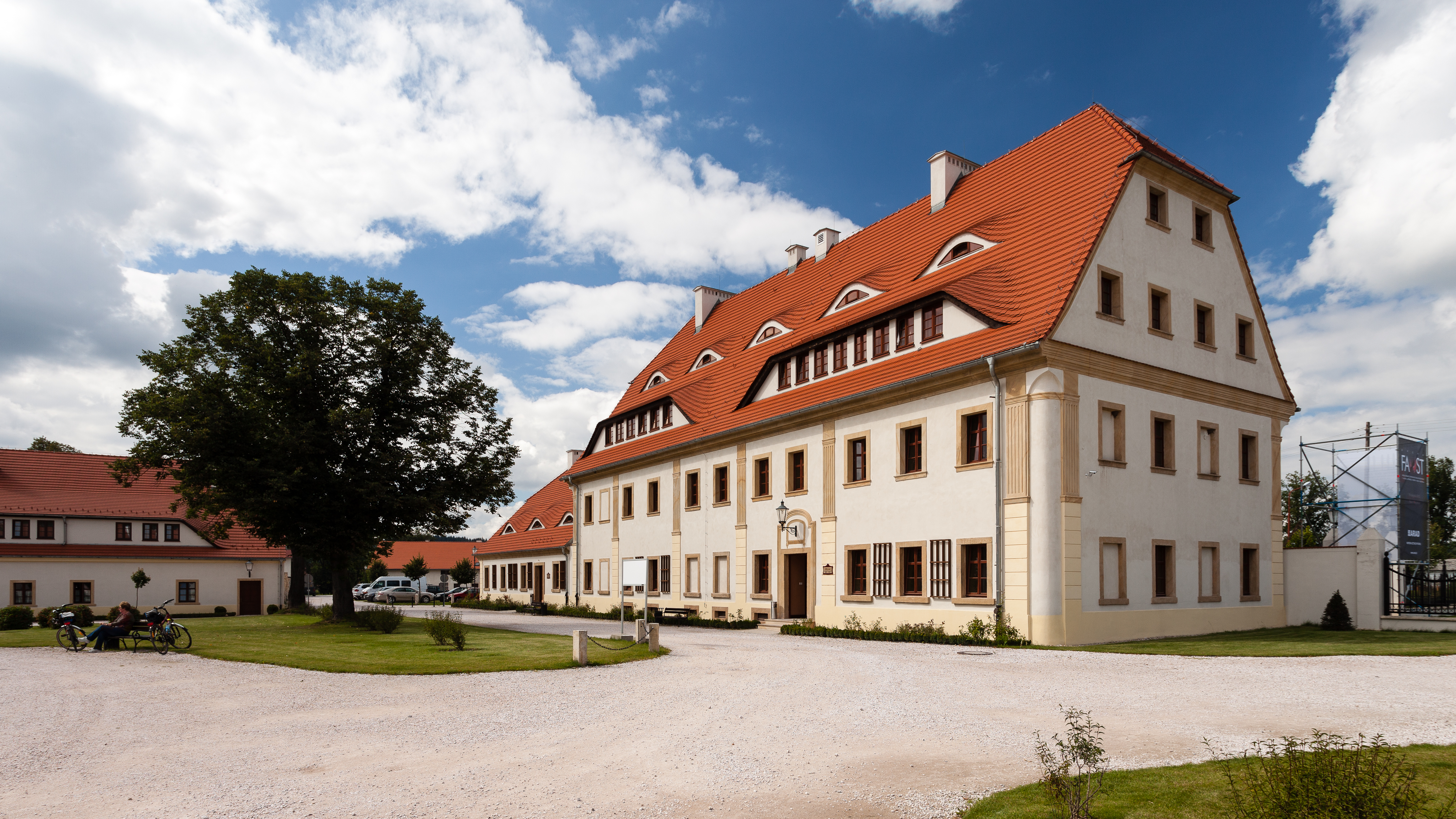
Zespół pałacowo-folwarczny
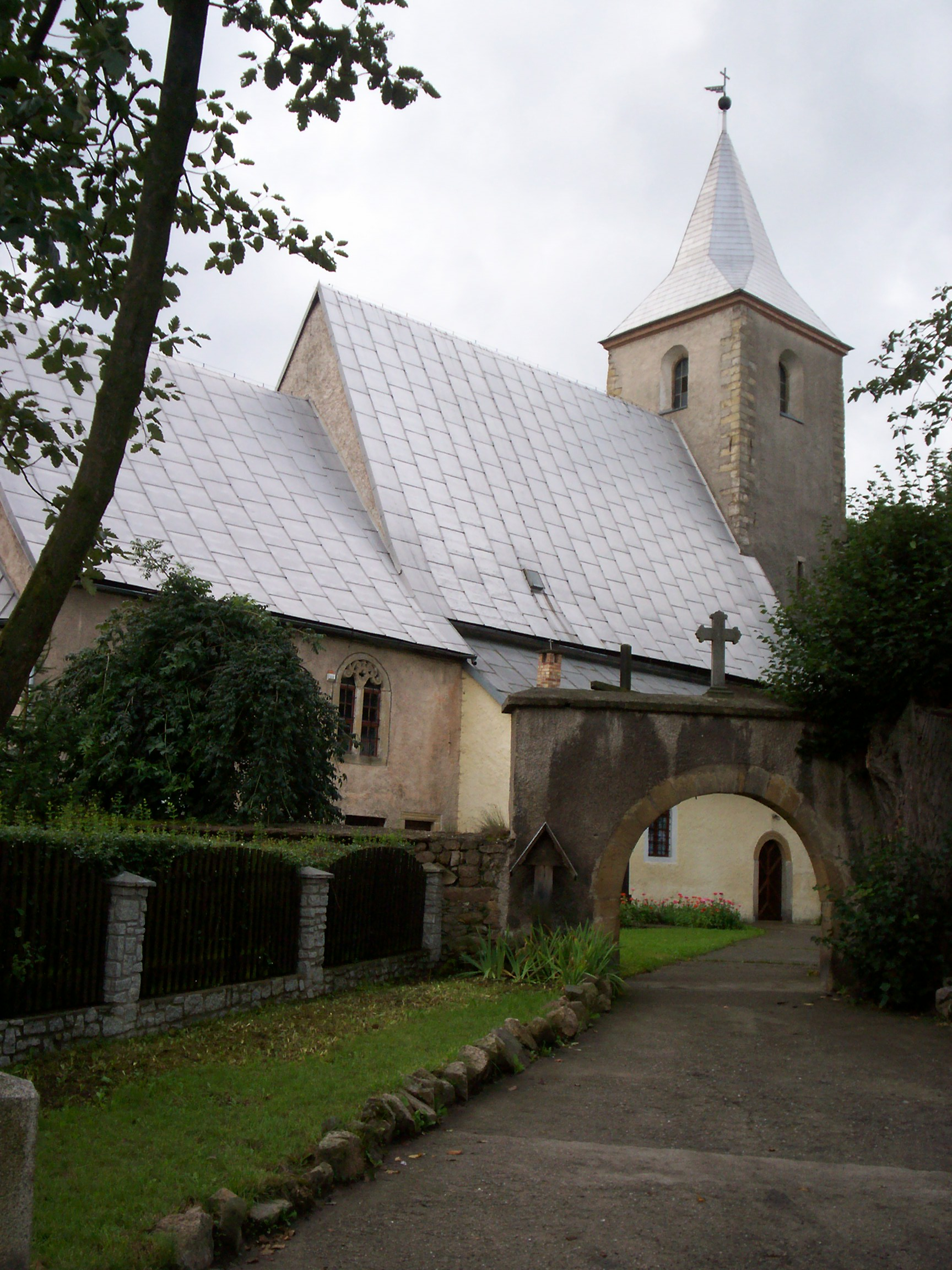
Kościół pw. Wniebowzięcia Najświętszej Marii Panny
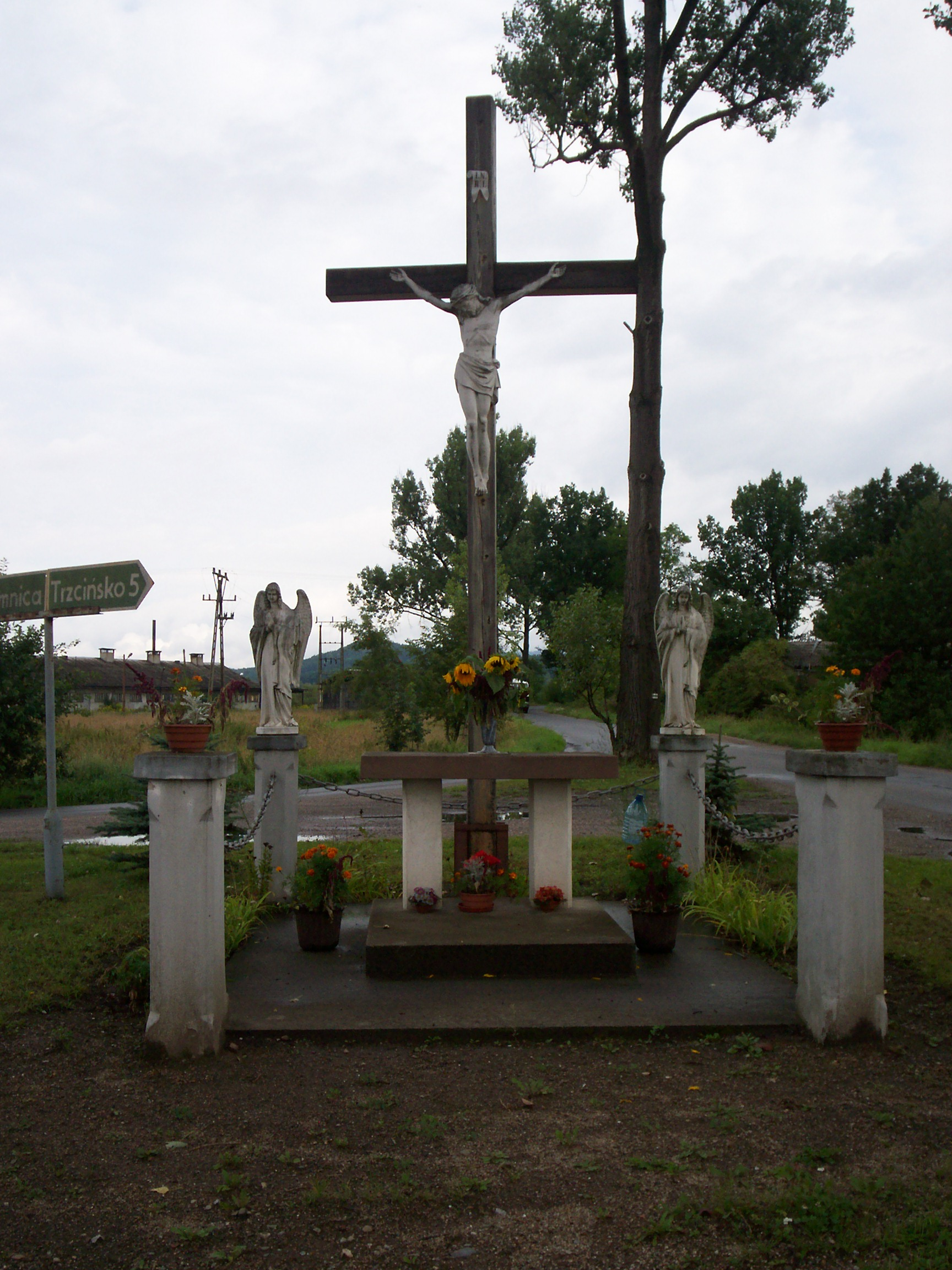
Przydrożny krzyż